# Ekaterina Rozenberg
Ekaterina Rozenberg (en ruso Екатерина Розенберг, Rusia, 23 de enero de 1980) es una atleta rusa especializada en la prueba de 1500 m, en la que consiguió ser medallista de bronce mundial en pista cubierta en 2003.

## Carrera deportiva
En el Campeonato Mundial de Atletismo en Pista Cubierta de 2003 ganó la medalla de bronce en los 1500 metros, llegando a meta en un tiempo de 4:02.80 segundos, tras la estadounidense Regina Jacobs y la británica Kelly Holmes (plata con 4:02.66 segundos).